# Parydra copis
Parydra copis är en tvåvingeart som beskrevs av Clausen och Cook 1971. Parydra copis ingår i släktet Parydra och familjen vattenflugor. Inga underarter finns listade i Catalogue of Life.